# Rohrbach (Steinau an der Straße)
Rohrbach (auch: Rohrbacher Hof und Rohrbacherhof) ist eine Wüstung in der heutigen Gemarkung der Stadt Steinau an der Straße im Main-Kinzig-Kreis in Hessen.

## Lage
Die Wüstung liegt 250 m über NN an der Mündung des Rohrbachs in die Jossa westlich des Steinauer Ortsteils Marjoß, ca. 13 km südöstlich von Bad Soden-Salmünster.

## Geschichte
Rohrbach fiel vermutlich zwei Mal wüst: 1331 wird es als Wüstenrorbach bezeichnet, wurde dann aber erneut genutzt. 1787 wurde der Hof erneut als wüst bezeichnet.
Der Abt des Klosters Schlüchtern besaß hier 1331 drei Güter, die ihm zinspflichtig waren und Frondienste erbringen mussten. 1358 wird eine Mühle zu Rohrbach erwähnt. Rohrbach gehörte zum Gericht Altengronau. Als Ulrich von Steckelberg 1379 seinen Teil des Amtes Altengronau an Ulrich IV. von Hanau verkaufte, nahm er unter anderem Rohrbach von dem Verkauf aus. Am Ende des 15. Jahrhunderts betrug die Zinshöhe 21 Schilling Heller. 1510 erlaubte der Landgraf von Hessen, dass Ulrich von Hutten seinen Teil an der Wüstung, damals ein hessisches Lehen, an das Kloster Schlüchtern verpfändete.
Das Gebiet von Rohrbach gehörte im 19. Jahrhundert zum Kurfürstentum Hessen und nach dessen Verwaltungsreform von 1821 zum Landkreis Schlüchtern. Mit der Hessischen Gebietsreform ab 1972 wurde es der Gemarkung von Steinau zugeschlagen.

## Historische Namensformen
In erhaltenen Urkunden wurde Rohrbach unter den folgenden Namen erwähnt (in Klammern das Jahr der Erwähnung):
- W[ü]stenrorbach (1331)
- Rorbach (1358, 1379)